# Pseudophilautus halyi
Philautus halyi es una especie extinta de rana que habitaba en la isla de Sri Lanka.  